# Sylvie Goy-Chavent

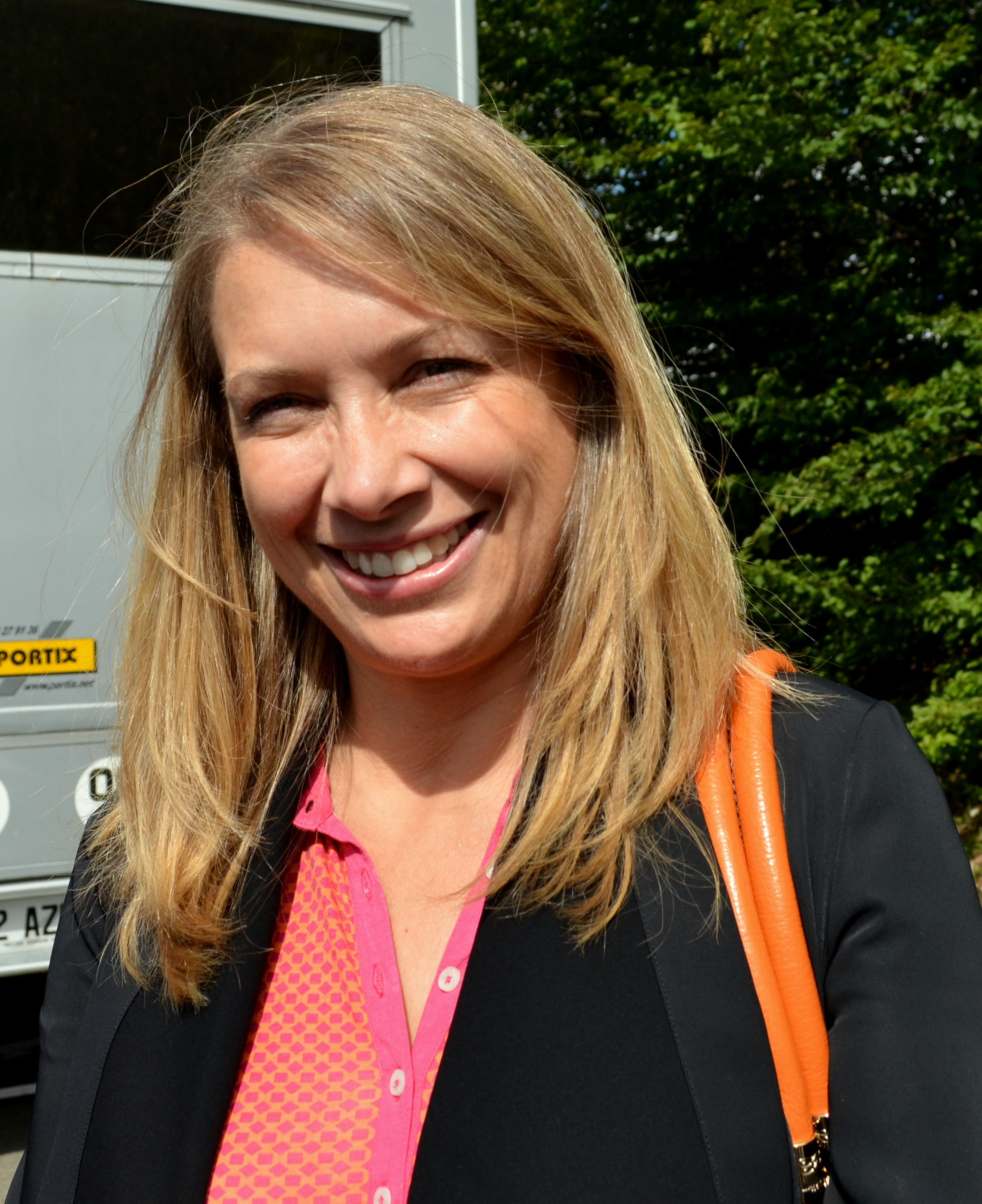
Senatorin Sylvie Goy-Chavent

Sylvie Goy-Chavent (* 23. Mai 1963) ist eine französische Politikerin und Mitglied des französischen Senats. Sie repräsentiert das Département Ain und ist Mitglied der Parti radical valoisien. Sie ist ebenfalls Bürgermeisterin von Cerdon, Ain.
Sie wurde am 21. September 2008 gewählt.